# Павильон № 16 «Гидрометеорология» на ВДНХ
Павильон «Гидрометеорология» — шестнадцатый павильон ВДНХ, построенный в 1952—1954 годах. В 1954—1966 годах носил название «Гидрометслужба» (экспозиция при переименовании не менялась). Рядом с павильоном также действует метеостанция.

## История
Павильон построен в 1952—1954 годах по проекту архитекторов С. М. Матвеева и Г. Н. Семёнова (мастерская Московского архитектурного института). Яркой особенностью павильона является его необычное архитектурное решение. На квадратный в плане первый этаж поставлена шестигранная башня, увенчанная стеклянным шпилем с чашечным анемометром наверху. Со стороны главного входа на башне расположен барельеф с изображением земного шара с отмеченными на нём областями циклона и антициклона. По соседству с павильоном действует метеостанция Росгидромета «Москва. ВДНХ», образующая в связке с павильоном гидрометеорологический комплекс. Метеостанция открылась ещё в 1939 году, затем прерывала работу во время Великой Отечественной войны и снова заработала в 1948 году, не прекращая работу и после упразднения выставки.
В павильоне размещалась экспозиция, посвящённая особенностям работы метеорологов, методам и научным достижениям в метеорологии, взаимосвязи погоды и сельского хозяйства. Демонстрировались метеорологические приборы. Рядом с павильоном была установлена пушка для разгона дождевых туч, сохранившаяся до наших дней. В 1990-е годы экспозиция была упразднена, и предназначение павильона сменилось на торговое. В это время состояние здания постепенно ухудшалось, в результате оно пришло в аварийное состояние.
В 2014—2017 годах был проведён капитальный ремонт павильона, после чего в апреле 2017 года он открылся в качестве площадки для выставок современного искусства. Первой такой выставкой стала выставка-прогноз «Взлёт», действовавшая в павильоне с апреля по июнь 2017 года.